# Malebolge

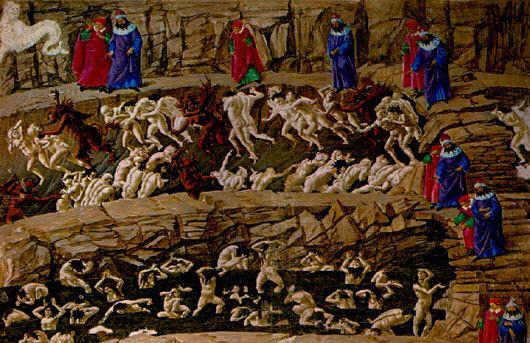
Malebolge / Sandro Botticelli (Disegni per la Divina Commedia)

Nella Divina Commedia, Malebolge è il nome dato all'ottavo cerchio dell'Inferno, nel quale sono puniti i fraudolenti. Si tratta di un cerchio che ha un nome proprio, così come lo ha il nono, il cui nome, Cocito, coincide con il nome del lago ghiacciato.
Il nome deriva dalla forma di tale cerchio, suddiviso in dieci bolge ovvero fossati concentrici, cerchiati da mura e scavalcati da ponti di roccia, simili alle fortificazioni esterne di un castello. Dentro i fossati sono puniti i dannati, suddivisi in base alla loro colpa. Celeberrima è la descrizione che il poeta ne dà allorché vi giunge:
Nel dritto mezzo del campo maligno
vaneggia un pozzo assai largo e profondo,
di cui suo loco dicerò l'ordigno.
Quel cinghio che rimane adunque è tondo
tra 'l pozzo e 'l piè de l'alta ripa dura,
e ha distinto in dieci valli il fondo.
Quale, dove per guardia de le mura
più e più fossi cingon li castelli,
la parte dove son rende figura,
tale imagine quivi facean quelli;
e come a tai fortezze da' lor sogli
a la ripa di fuor son ponticelli,
così da imo de la roccia scogli
movien che ricidien li argini e ' fossi
infino al pozzo che i tronca e raccogli.»
(Inferno XVIII, 1-18)
La visita di Malebolge occupa i canti dal XVIII al XXX dell'Inferno; i dannati puniti in ciascuna bolgia sono i seguenti:
1. seduttori e ruffiani
2. adulatori e lusingatori
3. simoniaci
4. indovini e maghi
5. barattieri
6. ipocriti
7. ladri
8. consiglieri fraudolenti (ingannatori)
9. seminatori di discordia e scismatici
10. falsari

Una parola con funzione mnemonica, sasibilcosefa, ricorda la sequenza dei peccatori, bolgia per bolgia: le ultime sei lettere sono le tre sillabe co-se-fa, mentre le precedenti lettere sono le iniziali singole (sasibil) di ogni categoria di peccatori puniti nelle dieci bolge.
La struttura architettonica di Malebolge è così composta:
- un tronco di cono rovesciato (dato che l'intero inferno è un cono) formato da dieci fossati concentrici (le bolge);
- a causa della morfologia del cerchio, la bolgia inferiore ha diametro minore di quella sopra adiacente e confinante;
- ciascun fossato (cioè una trincea) è delimitato, ai bordi, da muretti (argini) che quindi hanno anche la funzione di separare e suddividere le bolge;
- il tronco di cono (ovvero il cerchio) si stacca dalla Ripa Scoscesa in alto (il muretto esterno che delimita la prima bolgia è unito alla ripa) mentre poggia in basso sul Pozzo dei Giganti (l'ultimo muretto forma la superficie laterale del pozzo);
- dal primo argine (quello della prima bolgia) sino alla parete che forma il pozzo partono dei ponticelli (formati dalle stesse pietre con cui sono costituite le mura di suddivisione delle bolge) che quindi scavalcano i fossati in maniera continuativa, degradando in pendenza verso il pozzo. I ponticelli sono disposti radialmente (le estremità di ogni singolo tratto arcuato si appoggiano ai muretti adiacenti) e perciò oltrepassano le trincee come i raggi di una ruota, dalla circonferenza che forma il bordo esterno (il primo muretto, quello di diametro maggiore) sino al mozzo (cioè il pozzo).

Dante osserva le bolge dall'alto dei ponti; ma quelli che scavalcano la sesta bolgia sono crollati durante il terremoto che seguì la morte di Gesù Cristo (Matteo 27,51), cosicché il poeta è costretto a scendere sull'argine della quinta bolgia e, dopo aver percorso un tratto di cammino scortato da una squadriglia di diavoli, le Malebranche, a calarsi (precipitosamente, per sfuggire ai diavoli stessi infuriati contro di lui) nel fossato della sesta, e quindi a risalire sul ponte con una faticosa scalata.
La circonferenza della decima bolgia, la più interna, è di undici miglia (Inferno XXX, 87); quella della nona è di ventidue (XXIX, 9). Se le altre bolge sono in proporzione, ne risulta che la prima ha una circonferenza di 110 miglia. La larghezza di ciascuna bolgia è di mezzo miglio (XXX, 88).